# Loch Beinn a' Mheadhoin
Loch Beinn a' Mheadhoin är en sjö i Storbritannien.   Den ligger i kommunen Highland och riksdelen Skottland, i den norra delen av landet, 700 km nordväst om huvudstaden London. Loch Beinn a' Mheadhoin ligger 220 meter över havet.  I omgivningarna runt Loch Beinn a' Mheadhoin växer i huvudsak blandskog.